# ガングリオン嚢胞
ガングリオン嚢胞（ガングリオンのうほう）は、ゼリー状の液体で満たされたこぶで、手首や指先など関節周辺などに好発する。
突発も徐々に進行する場合もある。関節や腱の周りの部位の潤滑液が蓄積して嚢胞となる。使いすぎや強くぶつけたりなどの後に多く発症するが、発症要因は不明である。痛みを伴わず、自然に消滅する場合も多いが、神経を圧迫した痺れや痛みや関節の動きに障害など治療を要す場合は、嚢胞内の潤滑液を排出するか切開して嚢胞を除去する。術後の不快感低減のためにコルチコステロイド懸濁液を注射することもある。
叩くなどしてガングリオン嚢胞をつぶす行為は予後の悪化も懸念され禁忌で、必ず医師の診断に従う。